# Wit weeskind
Het wit weeskind (Catephia alchymista) is een vlinder uit de familie van de spinneruilen (Erebidae).

## Beschrijving
De voorvleugellengte bedraagt tussen de 19 en 21 millimeter. De voorvleugel heeft een zwartachtige basiskleur met wat donkerbruine vlekken, met onregelmatige dwarslijnen. Aan de achterrand van de vleugel loopt een lichtbruine band. De achtervleugel is wit met een bruine band langs de achterrand.

## Waardplanten
Het wit weeskind gebruikt eiken en mogelijk ook iepen als waardplanten.

## Voorkomen
De soort komt verspreid over een groot deel van Europa, Noord-Afrika en het Midden-Oosten voor. Hij overwintert als pop.

## Voorkomen in Nederland en België
Het wit weeskind is in Nederland en België een zeer zeldzame soort. De vlinder kent één jaarlijkse generatie, die vliegt van eind april tot halverwege juli.